# Choi Tae-ho
Choi Tae-ho (10 september 1997) is een Zuid-Koreaans wielrenner die anno 2017 rijdt voor Seoul Cycling Team.

## Carrière
In 2016 nam Choi onder meer deel aan de Ronde van Korea, waar hij enkel in de eerste etappe bij de beste vijftig renners wist te eindigen. In het algemeen klassement eindigde hij op plek 49, op ruim twaalf minuten van winnaar Grega Bole. Zo'n twee weken later nam hij deel aan het nationale kampioenschap op de weg, waar hij de finish niet haalde. In november nam hij deel aan de Ronde van Fuzhou, waar hij, na eenmaal op plek 54 en eenmaal op plek 104 te zijn binnengekomen, de derde etappe niet uitreed.

## Ploegen
- 2016 –  Seoul Cycling Team
- 2017 –  Seoul Cycling Team

Choi · Joo · Jung · Kang · Kim D. · Kim O. · Min · Park · We